# زاوية النجار
زاوية النجار إحدى قرى مركز قليوب التابع لمحافظة القليوبية بجمهورية مصر العربية.

## التاريخ
ذكرها علي مبارك في كتابه الخطط التوفيقية، حيث ذكر أنها من قرى مديرية القليوبية من ضواحي المحروسة.

## السكان
بلغ عدد سكان زاوية النجار 12,066 نسمة، حسب الإحصاء الرسمي لعام 2006.